# Vetenskapsåret 1987

## Händelser
- 11 maj - En tjugomannaexpedition från Sverige ger upp försöket att nå Mount Everests topp.[1]

### Arkeologi
- 3 oktober – Vid utgrävningar i Tingby väster om Kalmar uppges den dittills äldsta boplatsen i Norden ha påträffats, och är 9 000 år gammal, från slutet av den senaste nedisningen.[1]
- 24 november – Prins Charles av Storbritannien inviger en internationell ministerkonferens om Nordsjön med att påstå att Nordsjön under 1900-talet förvandlats "från ett silverhav till en soptipp".[1]
- Okänt datum – Vid utgrävningar i centrala London under våren och försommaren hittar arkeologer tusentals kroppar efter människor som omkommit i Digerdöden.[1]

### Astronomiochrymdfart
- Februari - En SN 1987A som exploderar i Stora magellanska molnet blir den närmaste och ljusaste supernova som setts från Jorden sedan 1604.[2]
- 6 februari - Sovjetiska rymdfarkosten Sojuz TM-2 skjuts iväg från Bajkonur.[1]
- 22 juli - Syrien blir ett rymdfararland då syrianen Mohammed Faris åker med sovjetiska rymdfarkosten Sojuz TM-3.[1]
- 12 oktober - Sovjetiska rymdfarkosten Kosmos 1887, med aporna Djroma och Jerjosja, landar i Bajkonur.[1]

### Fysik
- 26 april - Ettårsdagen av Tjernobylolyckan 1986 uppmärksammas runtom i Europa.[1]

### Genetik
- 6 november - Våldtäktsmannen Tommy Lee Andrews från Florida blir första brottsling att åka fast genom DNA-fingeravtryck.[3]

### Medicin
- 29 januari - Professor Bjarne Semb avsätts som chef för Karolinska sjukhusets thoraxklinik.[1]
- 30 mars - I Spanien inleds rättegången mot de som sålt industriolja som matolja i början av 1980-talet.[1]
- 8 april - I Sverige godkänner Socialstyrelsen THX som naturläkemedel.[1]
- 24 april - Enligt en WHO-rapport om AIDS riskerar 50-100 miljoner att ha dödats av sjukdomen inom fem år. Redan kommande år beräknas en miljon människor i Afrika ha dött i AIDS.[1]
- 6 maj – Sveriges riksdag godkänner att Sverige inför hjärndöd som nytt dödsbegrepp från 1 maj kommande år.[1]
- 8 maj - I Sverige godkänner Socialstyrelsen preparatet Retrovir, som det första verksamma läkemedlet mot AIDS.[1]
- 26 maj – I kampen mot AIDS beslutar Malmöhus läns landsting att dela ut gratis kondomer i skolorna.[1]
- 8 juni - USA:s presidenthustru Nancy Reagan anländer till Sverige för att i dagarna tre studera Sveriges narkomanvård.[1]

### Paleontologi
- 1 februari - Rekordgamla fossiler efter landvarelser, vilka uppskattas till en ålder av 438 miljoner år, uppges ha hittats i Pennsylvania.[1]

### Zoologi
- 14 januari - Tusentals exemplar av dugong, som länge betraktats som utrotningshotad, påträffas i Persiska viken.[1]
- 2 juni - För första gången sedan juni 1966 rapporteras en nordamerikansk sumphöna i Sverige, då en Karolinasumphöna påträffats i en vassvik i Skattkärr. Senaste gången skedde det i Småland.[1]

## Pristagare
- Bigsbymedaljen: Nick Kuznir [4]
- Copleymedaljen: Robert Hill
- Davymedaljen: Alec Jeffreys
- Ingenjörsvetenskapsakademien utdelar Stora guldmedaljen till Jerker Porath
- Nobelpriset: [5]
  - Fysik: J. Georg Bednorz, K. Alexander Müller
  - Kemi: Donald J. Cram, Jean-Marie Lehn, Charles J. Pedersen
  - Fysiologi/Medicin: Susumu Tonegawa
- Steelepriset: Samuel Eiienberg, Martin Gardner, Herbert Federer och Wendell Fleming
- Turingpriset: John Cocke
- Wollastonmedaljen: Claude Jean Allègre [6]

## Avlidna
- 9 februari – Smilet, 65, amerikansk alligator, enligt uppgift världens äldsta levande alligator i fångenskap.[1]
- 19 mars – Louis de Broglie, 94, fransk fysiker, nobelpristagare.
- 11 maj – Emmanuel Vitria, 67, fransk hjärtbytespatient.[1]
- 27 maj – John Northrop, 95, amerikansk biokemist, nobelpristagare.
- 26 augusti – Georg Wittig, 90, tysk kemist, nobelpristagare.
- 2 oktober – Peter Medawar, 72, brittisk immunolog, nobelpristagare.
- 9 oktober – William P. Murphy, 95, amerikansk läkare, nobelpristagare.
- 13 oktober – Walter H. Brattain, 85, amerikansk fysiker, nobelpristagare.
- 2 december – Luis Federico Leloir, 81, argentinsk biokemist, nobelpristagare.

### Fotnoter
1. 1 2 3 4 5 6 7 8 9 10 11 12 13 14 15 16 17 18 19 20 21   Horisont 1987. Bertmarks
2. ↑  Så funkar universum, James Muirden
3. ↑  ”Gene Technology”. Txtwriter.com. 6 november 1987. sid. 14. Arkiverad från originalet den 11 juni 2010. https://web.archive.org/web/20100611151239/http://txtwriter.com/Backgrounders/Genetech/GEpage14.html. Läst 3 april 2010.
4. ↑  ”Geological Society”. Arkiverad från originalet den 5 juni 2011. https://web.archive.org/web/20110605101836/http://www.geolsoc.org.uk/gsl/society/history/page753.html. Läst 13 april 2011.
5. ↑  ”Nobelpriset”. http://nobelprize.org/nobel_prizes/lists/all/index.html. Läst 10 april 2011.
6. ↑  ”Geological Society”. Arkiverad från originalet den 5 juni 2011. https://web.archive.org/web/20110605102217/http://www.geolsoc.org.uk/gsl/society/history/page750.html. Läst 14 april 2011.